# Mystique Ro
Mystique Ro (18 de julio de 1994) es una deportista estadounidense que compite en skeleton. Ganó dos medallas en el Campeonato Mundial de Skeleton de 2025, oro en el equipo mixto y plata en la prueba individual.

## Palmarés internacional
| Campeonato Mundial | Campeonato Mundial           | Campeonato Mundial | Campeonato Mundial |
| Año                | Lugar                        | Medalla            | Prueba             |
| ------------------ | ---------------------------- | ------------------ | ------------------ |
| 2025               | Lake Placid (Estados Unidos) | Medalla de oro     | Equipo mixto       |
| 2025               | Lake Placid (Estados Unidos) | Medalla de plata   | Individual         |